# Ysaora Thibus
Ysaora Thibus (Les Abymes, Guadalupe, 22 d'agost de 1991) és una esportista francocaribenya que competeix en esgrima, especialista en la modalitat de floret. Ha participat en 3 Olimpíades, aconseguint 1 medalla de plata en els Jocs Olímpics de Tòquio 2020. A més, ha aconseguit 9 medalles (1 d'or) en els Campionats del Món i 12 medalles en els Campionats d'Europa.

## Biografia
Ysaora Thibus va començar a practicar l'esgrima amb 7 anys a Guadalupe. El 2008, amb 17 anys es va traslladar a la ciutat occitana d'Ais de Provença i un any més tard es va unir a l'equip nacional francès d'entrenament d'esgrima a París. Estudià a l'Escola Superior de Comerç de París (ESCP Europe) i l'any 2013, rebé el premi Bernard Destremau de l'Acadèmia de les Ciències Morals i Polítiques, que premia un esportista d'alt nivell que concilia la competició i l'educació superior.

### Inicis 2011 - 2016
Thibus va començar a destacar en el món de l'esgrima professional el 2011, amb 20 anys, quan va guanyar el Campionat de França sènior (ja ho havia fet en les categories inferiors) i la medalla de bronze en el Campionat del Món Júnior en la prova individual.
El 2012 aconsegueix classificar-se per primera vegada pel Campionat d'Europa celebrat a Legnano, guanyant la medalla de plata en la prova per equips. Això li va permetre anar als Jocs Olímpics de Londres, on va quedar en la 16a posició en la prova individual de floret i en 4a posició en la prova per equips. Un any més tard, obté la seva primera medalla (de plata) en un Campionat del Món, celebrat a Budapest i també per primera vegada, aconsegueix una medalla de bronze en una prova individual sènior al Campionat d'Europa celebrat a Zagreb. Des del 2014 al 2016 aconsegueix 2 medalles de bronze als Campionats del Món i 3 medalles de bronze en els Campionats d'Europa, totes amb l'equip de França.
Aquell mateix any va tornar a classificar-se pels Jocs Olímpics de Rio 2016, tot i que només va participar en la prova individual (ja que la prova de floret per equips no es va incloure en aquesta edició) aconseguint la 5a posició. Thibus va finançar part dels seus preparatius per als Jocs Olímpics de Rio 2016 mitjançant una campanya de micromecenatge llançada en col·laboració amb Powerade a la plataforma de crowdfunding esportiu Sponsorise.Me.

### Grans èxits professionals 2017 - 2022
El 2017, a Leipzig va guanyar la seva primera medalla de bronze individual en un Campionat del Món i un any més tard aconseguiria la medalla de plata a Wuxi, després de perdre la final contra la italiana Alice Volpi (15-12). L'any 2019 aconseguia la medalla de plata en la prova per equips i la de bronze en la individual en el Campionat d'Europa celebrat a Düsseldorf. El 2020, a pocs mesos dels Jocs Olímpics, va haver d'aturar la competició esportiva degut a la pandèmia de la Covid-19. En els Jocs Olímpics de Tòquio 2020, que es van celebrar un any després, aconseguiria la seva primera medalla olímpica (plata), després de perdre la final d'equips contra la selecció de Rússia per 45 - 34. Finalitzades les Olimpíades, Thibus va declarar en una entrevista que havia tingut problemes psicològics de pressió i va haver de deixar els entrenaments durant 4 mesos. Tot i això, l'any 2022 aconseguia el seu major èxit professional, amb 30 anys, guanyant per primera vegada el Campionat del Món que es va celebrar al Caire, després de derrotar a la final a la italiana Arianna Errigo (15 - 10).
El 2023 aconseguia la medalla de plata per equips, en els Jocs Europeus celebrats a Cracòvia. En el Campionat del Món de Milà, defensava el títol de campiona tot i que no va poder passar dels vuitens de final, en perdre contra la italiana Arianna Errigo per 15 - 10.

## Vida personal
Ysaora Thibus també és coneguda per la seva defensa de les lluites contra el racisme i a favor dels valors del feminisme. Així doncs, va participar activament en les manifestacions contra l'assassinat de George Floyd a mans d'un policia de Minneapolis i l'any 2020 va crear una plataforma virtual on donava a conèixer la història de diferents atletes femenines, amb la intenció de sensibilitzar sobre la igualtat a dins de l'esport d'elit.
Thibus està compromesa amb el també esgrimidor de floret estatunidenc, Race Imboden.

## Trajectòria professional
| Jocs Olímpics      | Jocs Olímpics  | Jocs Olímpics | Jocs Olímpics     |
| Any                | Seu            | Posició       | Categoria         |
| ------------------ | -------------- | ------------- | ----------------- |
| 2012               | Londres        | 16a posició   | Floret individual |
| 2012               | Londres        | 4a posició    | Floret per equips |
| 2016               | Rio de Janeiro | 5a posició    | Floret individual |
| 2020               | Tòquio         | 9a posició    | Floret individual |
| 2020               | Tòquio         | 2             | Floret per equips |
| Campionat del Món  |                |               |                   |
| 2013               | Budapest       | 9a posició    | Floret individual |
| 2013               | Budapest       | 2             | Floret per equips |
| 2014               | Kazan          | 10a posició   | Floret individual |
| 2014               | Kazan          | 3             | Floret per equips |
| 2015               | Moscou         | 6a posició    | Floret individual |
| 2015               | Moscou         | 3             | Floret per equips |
| 2017               | Leipzig        | 3             | Floret individual |
| 2017               | Leipzig        | 5a posició    | Floret per equips |
| 2018               | Wuxi           | 2             | Floret individual |
| 2018               | Wuxi           | 3             | Floret per equips |
| 2019               | Budapest       | 11a posició   | Floret individual |
| 2019               | Budapest       | 4a posició    | Floret per equips |
| 2022               | El Caire       | 1             | Floret individual |
| 2022               | El Caire       | 3             | Floret per equips |
| 2023               | Milà           | 12a posició   | Floret individual |
| 2023               | Milà           |               |                   |
| Campionat d'Europa |                |               |                   |
| 2012               | Legnano        | 8a posició    | Floret individual |
| 2012               | Legnano        | 2             | Floret per equips |
| 2013               | Zagreb         | 3             | Floret individual |
| 2013               | Zagreb         | 2             | Floret per equips |
| 2014               | Estrasburg     | 13a posició   | Floret individual |
| 2014               | Estrasburg     | 3             | Floret per equips |
| 2015               | Montreux       | 13a posició   | Floret individual |
| 2015               | Montreux       | 3             | Floret per equips |
| 2016               | Torun          | 6a posició    | Floret individual |
| 2016               | Torun          | 3             | Floret per equips |
| 2017               | Tbilisi        | 3             | Floret individual |
| 2017               | Tbilisi        | 5a posició    | Floret per equips |
| 2018               | Novi Sad       | 22a posició   | Floret individual |
| 2018               | Novi Sad       | 3             | Floret per equips |
| 2019               | Düsseldorf     | 3             | Floret individual |
| 2019               | Düsseldorf     | 2             | Floret per equips |
| 2022               | Antalya        | 3             | Floret individual |
| 2022               | Antalya        | 2             | Floret per equips |
| 2023               | Plovdiv        | 11a posició   | Floret individual |
| 2023               | Cracòvia       | 2             | Floret per equips |